# Walter John
Pour les articles homonymes, voir John.
Walter John est un joueur d'échecs allemand né en janvier 1879 à Thorn et mort en décembre 1940 à Berlin. Il fut un des meilleurs joueurs allemands au début du XXe siècle.

## Biographie et carrière
Walter John était pharmacien de profession.
Walter John remporta le tournoi d'été de Berlin en 1902. Il gagna le Hauptturnier A (tournoi d'accession) du 13e congrès allemand d'échecs à Hanovre en juillet-août 1902, devant Ossip Bernstein. Lors du Meisterturnier (le tournoi principal) du 14e congrès de la fédération allemande en 1904, il ne marqua que 4 points sur 12.
Il finit 7e-10e, ex æquo avec Mikhaïl Tchigorine, au tournoi de Barmen en 1905 (tournoi remporté par Janowski et Maroczy).
En 1907, il termina dixième sur 29 participants du tournoi d'Ostende avec 16 points sur 28.
Lors du 16e congrès allemand de 1908 de Düsseldorf, Walter John finit à la quatrième place avec 9 points sur 15 du tournoi remporté par l'Américain Frank Marshall. En 1910, au 17e congrès allemand, il ne marqua que 5 points sur 16.
En 1914, Walter John était à Manheim, au 19e congrès lorsque la Première Guerre mondiale fut déclarée. Il avait marqué 5,5 points en 11 parties. 
En 1917, il gagna un tournoi à Berlin devant Paul Johner et Ehrhardt Post (12 participants). En 1918, il remporta un tournoi à Breslau. En 1920, il finit cinquième du tournoi B de Göteborg remporté par Paul Johner devant Max Euwe. En 1921, il finit quatrième du 21e congrès de la fédération allemande remporté par Ehrhardt Post devant Friedrich Sämisch à Hambourg. Au début des années 1920, il annula un match contre Jacques Mieses (2,5 à 2,5) et battit Rudolf Spielmann en match en 1928.
En 1934, il marqua 7,5 points sur 17 au deuxième championnat d'Allemagne remporté par Carl Carls à Aix-la-Chapelle.